# The Disastrous Life of Saiki K.
The Disastrous Life of Saiki K. (яп. 斉木楠雄のΨ難, Saiki Kusuo no Sai-nan, укр. Злощасне життя псионіка Сайкі) — японська манґа, написана та проілюстрована Шюїчі Асо. Після серії одиночних розділів, опублікованих з 2010 по 2011 рік, манґа публікувалась в Weekly Shōnen Jump видавництва Shueisha з травня 2012, два одиночних розділи опубліковані в Jump GIGA у травні та липні 2018 року. Shueisha зібрав свої розділи у двадцять шість томів танкобонів.
Аніме адаптація виробництва J.C.Staff транслювалася з липня 2016 року по грудень 2018 року. У жовтні 2017 року був випущений бойовик режисера Юїчі Фукуди з Кенто Ямадзакі в головних ролях студії Columbia Pictures (Sony Pictures Entertainment Japan) і Асмік Ейс. Шестисерійний сиквел аніме-серіалу під назвою The Disastrous Life of Saiki K.: Reawakened вийшов на Netflix у грудні 2019 року.

## Сюжет
Кусуо Сайкі — головний герой серіалу. Він старшокласник, який народився з різноманітними екстрасенсорними здібностями, незважаючи на те, що у нього звичайні біологічні батьки. Через страждання, яке виникає від уваги, що він отримує як екстрасенс, Кусуо бажає нормального, простого життя, навмисно тримаючи середні оцінки та середню продуктивність у спорті.
Хоча Кусуо намагається триматися подалі від уваги, зберігаючи свої сили в таємниці від однокласників, він ненавмисно привертає увагу багатьох дивних персонажів. Змушений мати справу з божевіллям людей, що його оточують, Кусуо розуміє, що досягти звичайного життя, до якого він прагне, набагато важче, ніж очікувалося.

## Медіа

### Ранобе
4 травня 2013 року вийшло ранобе під назвою Saiki Kusuo no Psi-nan — Extra Story of Psychics, продовження Saiki Kusuo no Psi-nan — Extra Story of Psychics 2 вийшло у липні 2014 року.

### Аніме
Флеш-аніме-серіал, заснований на манзі, почав випускатися на Jump Live 4 серпня 2013 року.
Телевізійна аніме-адаптація була анонсована у Weekly Shonen Jump у 2016 році. J.C.Staff і Egg Firm створили аніме-адаптацію, яка вийшла в ефір 4 липня 2016 року на TV Tokyo, епізод транслювався щодня вранці, а наприкінці кожного тижня слідував збірний епізод, загалом серіал складався з 120 епізодів разом із 24 збірними.
Початкові теми: «Seishun wa Zankoku janai» (яп. 青春は残酷じゃない, Молодість така жорстока) від Нацукі Ханае, «Sai-Sai-Saikōchō!» (яп. 最Ψ最好調！, Найвигідніший) від Denpagumi.inc, починаючи з тринадцятого зібраного епізоду, і «Saihakkenden!» (яп. Ψ発見伝！) від Denpagumi.inc з другого сезону, а кінцевою темою, яка також використовується для коротких епізодів, є «Psi desu — I Like You» (яп. Ψです I LIKE YOU) від Denpagumi.inc . Починаючи з тринадцятого зібраного епізоду, кінцевою темою є «Kokoro» (яп. こころ, Heart) від Hanae. Починаючи з другого сезону, кінцева тема: «Saihakkenden!» (яп. Ψ発見伝！) від Denpagumi.inc.
24-серійний другий сезон транслювався з січня по червень 2018 року. В останньому епізоді другого сезону було оголошено спеціальне завершення аніме. Прем'єра відбулася 28 грудня 2018 року.
24 березня 2019 року було оголошено, що новий аніме-серіал буде випущено на Netflix. Прем'єра нового 6-серійного серіалу під назвою «The Disastrous Life of Saiki K. Starting Arc» або «The Disastrous Life of Saiki K. Reawakened» відбулася 30 грудня 2019 року на Netflix у всьому світі. Хоча новий аніме-серіал не є повним сезоном, Netflix офіційно вказує перезапуск як четвертий сезон, тоді як спеціальне завершення було зазначене як третій сезон.